# Marco Polo Expert
Marco Polo Expert, controllata da SGM, era una delle più importanti catene italiane nella distribuzione di elettronica di consumo, elettrodomestici e articoli per la casa.
Contava circa 1 900 collaboratori in 81 megastore per oltre 130 000 metri quadrati di superficie commerciale nelle principali aree del centro-nord Italia, 120 negozi affiliati e 5 franchising.
Nell'ottobre 2013 avviene la fusione di Marco Polo con Unieuro attraverso un accordo siglato tra il gruppo Dixon e SGM.

## MarcoPolo Club
Dal 2006 viene lanciato il progetto di loyalty “MarcoPolo Club: la via dei vantaggi” che prevede un programma di accumulo punti su carte fedeltà e altri vantaggi. I possessori della carta fedeltà raggiunsero il numero di 2,8 milioni.

## Premi e riconoscimenti
- 2013 SMAU - Premio innovazione ict[2]
- 2013 Netcomm - Ecommerce Award[3]
- 2012 Premio WWW - Nomination Premio WWW[4]